# Valamir
Valamir (n. cca. 420 – d. 465) a fost un rege ostrogot în Pannonia din 447 și până la moartea sa. Pe durata domniei sale, a luptat alături de huni împotriva Imperiului Roman și a aliaților acestora, iar după moartea lui Attila se întoarce împotriva foștilor aliați pentru a-și consolida independența asupra unui mare grup de goți.
Valamir a fost fiul lui Vandalarius și vărul regelui Thorismund. Un vasal important și de încredere al lui Attila, Valamir a participat la raidurile acestuia în provinciile dunărene (447) și a condus un contingent ostrogot a lui Attila în bătălia de pe Câmpiile Catalaunice. După moartea lui Attila (453), Valamir prin forță și diplomație a devenit liderul unui grup mare de goți, care au fost așezați de către Marcian în Panonia. În lupta ulterioară pentru independență față de huni 456-457, i-a învins pe fiii lui Attila.
În 459 ostrogoții lui Valamir nu au primit tributul anual obișnuit de la romani. Prin urmare, Valamir și frații săi au atacat Illyricum în 459-462, atunci când împăratul Leon I a fost de acord să plătească goților 300 de livre de aur anual. În timpul unui raid scirian, Valamir a fost aruncat de pe cal și ucis.
Iordanes în lucrarea sa Getica, posibil, a confundat numele său (Βαλαμερ în alfabetul grec), oferindu-i lui "Balamber" o existență fictivă ca rege al hunilor în jurul anului 375.